# 라인탈구
라인탈 선거구(독일어: Wahlkreis Rheintal)은 스위스 장크트갈렌주의 선거구(Wahlkreis)이다. 2001년 6월 10일 주의 새로운 헌법에 따라 형성된 주로 오버라인탈 및 운터라인탈의 이전 지역으로 구성된다.
선거구는 라인탈 영지와 이후 라인탈 지역의 거의 모든 지역을 포괄한다.

## 인구통계
2020년 12월 31일 기준, 라인탈의 인구는 74,372명이다. 2000년 기준, 외국인 인구 중 독일 1,118명, 이탈리아 1,978명, 유고슬라비아 외 6,222명, 오스트리아 1,684명, 터키 850명, 타국 1,925명이다. 2000년 기준, 스위스 공용어 중 독일어 54,669명, 프랑스어 146명, 이탈리아어 1,226명, 로만슈어 80명을 사용한다.
2000년 현재 라인탈 선거구의 연령 분포는 다음과 같다. 8,065명(인구의 13.1%)이 0~9세이고 8,469명(13.7%)이 10~19세이다. 성인 인구 중 7,630명(인구의 12.4%(20~29세))이 있다. 10,289명(16.7%)은 30~39세, 8,619명(14.0%)은 40~49세, 7,303명(11.8%)은 50~59세이다. 고령자 분포는 5,310명(인구의 8.66%)이 40~49세 사이이다. 69세는 70~79세가 3,786명(6.1%), 80~89세가 1,883명(3.1%), 90~99세가 289명(0.5%), 1명이 70~79세다. 100세 이상이 1명 있다.
2000년에는 6,996명(인구의 11.3%)이 개인 주택에 혼자 살고 있었다. 자녀가 없는 부부(기혼 또는 약혼)의 일부는 13,031명(또는 21.1%)이고 자녀가 있는 부부의 일부는 35,575명(또는 57.7%)이었다. 한부모 가정에 거주하는 사람은 3,384명(5.5%)이었으며, 한부모나 양부모와 함께 거주하는 성인 자녀는 431명, 친척으로 구성된 가구에 거주하는 사람 255명, 혈연관계가 없는 사람 중 1,608명이 시설에 수용되었거나 다른 유형의 공동 주택에 거주하고 있다.
라인탈 지역의 전체 인구 중 2000년 기준으로 14,056명(인구의 22.8%)이 초등 교육을 이수했으며, 22,279명(36.1%)이 중등교육을 이수했으며, 5,708명(9.3%)이 초등학교에 다녔다. 고등교육 기관에 다니지 않는 학교는 2,739명(4.4%)이다. 나머지는 이 질문에 대답하지 않았다.
2009년 10월 현재 평균 실업률은 4.2%이다.
2000년 인구 조사에 따르면 35,215명(57.1%)이 로마 가톨릭 신자이고, 13,723명(22.3%)이 스위스 개혁 교회에 속해 있다. 나머지 인구 중 크리스찬 가톨릭 교회 신자는 27명(인구의 약 0.04%), 정교회는 1,202명(인구의 약 1.95%), 다른 기독교 교회에 속한 1,066명의 개인(또는 인구의 약 1.73%)이다. 유대인은 14명(인구의 약 0.02%)이고, 이슬람교는 5,155명(8.36%)이다. 인구 조사에 등재되지 않은 다른 교회에 속한 344명(또는 인구의 약 0.56%), 교회에 속하지 않은 2,976명(또는 인구의 약 4.83%), 불가지론자 또는 무신론자 1,922명(약 3.12%)가 질문에 대답하지 않았다.

## 지방 자치체
2020년 12월 31일 기준, 인구는 74,372명 13개 지자체에 거주한다.
| 지자체           | 인구 2017년 12월 31일 | 면적 (km2) | BFS  |
| ---------------- | --------------------- | ---------- | ---- |
| 알트슈테텐       | 11,549                | 39.11      | 3251 |
| 오               | 7,622                 | 4.69       | 3231 |
| 발가흐           | 4,650                 | 6.52       | 3232 |
| 베르네크         | 3,956                 | 5.63       | 3233 |
| 디폴트자우       | 6,502                 | 11.23      | 3234 |
| 아이히베르크     | 1,521                 | 5.43       | 3252 |
| 바르바흐         | 2,055                 | 4.42       | 3253 |
| 오버리트         | 8,839                 | 34.51      | 3254 |
| 렙슈타인         | 4,501                 | 4.26       | 3255 |
| 라이네크         | 3,485                 | 2.18       | 3235 |
| 뤼티             | 2,357                 | 9.34       | 3256 |
| 장크트마르그레텐 | 5,889                 | 6.85       | 3236 |
| 비트나우         | 9,576                 | 4.20       | 3238 |
| 전체 (13)        | 72,502                | 138.37     | 1723 |